# Hans Carstens (Politiker)
Hans Carstens (* 10. Juni 1921 in Brokstedt; † 16. Januar 1994 in Sievershütten) war ein deutscher Politiker (FDP, CDU).

## Leben und Beruf
Nach dem Besuch der Volksschule in Brokstedt absolvierte Carstens, der evangelischen Glaubens war, eine landwirtschaftliche Ausbildung. Von 1939 bis 1945 nahm er als Soldat am Zweiten Weltkrieg teil. Seit 1949 war er selbständiger Landwirt in Sievershütten. Von 1959 bis 1972 war er stellvertretender Vorsitzender und anschließend Vorsitzender des Schleswig-Holsteinischen Landgemeindetages. Am 27. Mai 1971 wurde er mit dem Verdienstkreuz am Bande des Bundesverdienstkreuzes ausgezeichnet.

## Politik
Carstens beantragte am 27. März 1939 die Aufnahme in die NSDAP und wurde zum 1. September desselben Jahres aufgenommen (Mitgliedsnummer 7.180.543). Danker und Lehmann-Himmel stufen ihn in ihrer Studie über das Verhalten und die Einstellungen der Schleswig-Holsteinischen Landtagsabgeordneten und Regierungsmitglieder der Nachkriegszeit in der NS-Zeit aufgrund seines jungen Alters als „ns-sozialisiert“ ein. Er gehörte seit 1955 der FDP an. Aus Protest gegen die Bildung der sozialliberalen Koalition auf Bundesebene trat er am 13. Oktober 1969 zur CDU über.
Carstens war vom 18. Mai 1951 bis zum 15. April 1986 Bürgermeister der Gemeinde Sievershütten und von 1955 bis 1986 Amtsvorsteher des Amtes Kisdorf.
Er gehörte 1966/67 dem Kreistag im Kreis Segeberg an. Von 1967 bis 1971 und erneut vom 5. Oktober 1972, als er für Gottfried Wolff nachrückte, bis 1975 war er Landtagsabgeordneter in Schleswig-Holstein.